# Nebenstromverhältnis

Mantelstrom (außen in hellem Rosa) und Kernstrom durch die Brennkammer (gelb bzw. rot)

Das Nebenstromverhältnis oder Bypassverhältnis (engl. bypass ratio, BPR) ist ein Ausdruck der Luftfahrttechnik. Es beschreibt bei einem Zweistrom-Strahltriebwerk das Verhältnis zwischen dem Luftmassenstrom, der nach dem Fan außen an der Gasturbine vorbeigeführt wird (Nebenstrom oder Mantelstrom), und dem Luftmassenstrom, der innen die Brennkammer des Triebwerks passiert und die Wellenleistung bereitstellt (Kernstrom).
Moderne zivile Strahltriebwerke weisen Nebenstromverhältnisse von 5:1 bis 11:1 auf. Getriebefans, wie  Pratt & Whitney PW1000G, steigern das Nebenstromverhältnis bis auf 12:1.
Militärische Turbofantriebwerke für den Überschallbereich bis etwa Mach 2,5 besitzen typischerweise ein Nebenstromverhältnis von ca. 0,3:1 (zum Beispiel Snecma M88) bis über 1:1 (zum Beispiel RB199), da dies ein Optimum zwischen dem Widerstand durch die Stirnfläche und der Wirtschaftlichkeit durch den Nebenstrom darstellt.
Turboprop-Triebwerke erreichen ein fiktives Nebenstromverhältnis (Propellerstrom im Vergleich zum Massenstrom durch das Triebwerk) von etwa 100:1.